# Świętochłowicki Klub Sportowy Naprzód Lipiny
Il Świętochłowicki Klub Sportowy Naprzód Lipiny, meglio conosciuto come Naprzód Lipiny, è una società di calcio polacca, con sede a Świętochłowice.

## Storia
Il club venne fondato nel 1920, due anni dopo il passaggio della città di Lipiny dalla Germania alla Polonia, assorbendo il club tedesco dello Silesia Lipine. 
Il club pur non accedendo mai alla massima serie polacca, diede tra le due guerre alcuni giocatori alla nazionale polacca, come i fratelli Ryszard e Wilhelm Piec.
Con l'occupazione nazista della Polonia nel 1939 la società venne germanizzata ed assunse il nome di TuS Lipine.
Pur non riuscendo mai ad accedere alla fase nazionale del campionato tedesco, si impose come una delle squadre più forti dell'area slesiana. Nel 1942 raggiunse la semifinale della Tschammerpokal, perdendola contro i futuri campioni del Monaco 1860. Nell'edizione seguente invece non superò il primo turno, eliminato dal Breslauer SpVgg 02.
Terminata la guerra, con il ritorno di Lipiny alla Polonia, che nel 1952 venne assorbita da Świętochłowice, la squadra, tornata a chiamarsi Naprzód Lipiny, non riuscì più a disputare campionati ad alto livello, militando nelle leghe inferiori. Dal 1965 al 1968 assunse il nome di Naprzód-Czarni Świętochłowice, per poi divenire GKS Świętochłowice e dal 1974 al 2000 GKS Naprzód Świętochłowice. Dal 2000 ha riassunto la denominazione storica.